# Fille arrangeant ses cheveux
Fille arrangeant ses cheveux est un tableau peint par Mary Cassatt en 1886. Il mesure 75 cm de haut sur 62,5 cm de large. Il est conservé au National Gallery of Art à Washington.